# 1981 في رومانيا
فيما يلي قوائم الأحداث التي وقعت خلال عام 1981 في رومانيا.

## رياضة
- 1 يناير – الألعاب الجامعية الصيفية 1981

## مواليد

### يناير
- 1 يناير – فاسيلي مافتي لاعب كرة قدم روماني.
- 9 يناير – يونيلا ستانكا لاعبة كرة يد رومانية.
- 18 يناير – أدريان أيوانا رياضياتي روماني.

### مارس
- 2 مارس – فلورين ماكسيم لاعب كرة قدم روماني.
- 3 مارس – إدوارد ستانكيو لاعب كرة قدم روماني.
- 22 مارس – ميرل رادوي لاعب كرة قدم روماني.

### أبريل
- 4 أبريل – باول كودريا لاعب كرة قدم روماني.
- 5 أبريل – جورج غالاماز لاعب كرة قدم روماني.

### مايو
- 3 مايو – أوانا كيريلا لاعبة كرة يد رومانية.
- 16 مايو – ماريوس نيكولاي لاعب كرة قدم روماني.
- 26 مايو – رازفان رات لاعب كرة قدم روماني.

### يونيو
- 17 يونيو – سورين باراسكيف لاعب كرة قدم روماني.
- 18 يونيو – تيبيريو غيواني لاعب كرة قدم روماني.
- 25 يونيو – دان ماتي لاعب كرة قدم روماني.
- 28 يونيو – لورنتسيو توما لاعب كرة يد روماني.
- 29 يونيو – زولت سيلاجي لاعب كرة قدم روماني.

### يوليو
- 6 يوليو – ماجدا ميهالاتشي لاعبة كرة مضرب رومانية.
- 13 يوليو – إيوان كومان لاعب كرة قدم روماني.
- 21 يوليو – فيكتور هانيسكو لاعب كرة مضرب روماني.

### أغسطس
- 9 أغسطس – جو جو دان ملاكم روماني.

### أكتوبر
- 19 أكتوبر – فيوريل سيميون ملاكم روماني.

### نوفمبر
- 26 نوفمبر – أدريان إيليا لاعب كرة قدم روماني.

### ديسمبر
- 5 ديسمبر – جبريل مانو لاعب كرة قدم روماني.
- 10 ديسمبر – كريستينا مارين رياضية رومانية.
- 14 ديسمبر – ميهيلا آني سينوسيكو لاعبة كرة يد رومانية.
- 20 ديسمبر – فيرنس إليس لاعب كرة يد مجري.
- 30 ديسمبر – ماريوس موغا مغني روماني.

## وفيات

### يناير
- 24 يناير – جيزا ناجي (مواليد 1914)

### يوليو
- 31 يوليو – يواخيم مولدوفيانو (مواليد 1913) لاعب كرة قدم روماني.

### أكتوبر
- 6 أكتوبر – إليمر كوكسيس (مواليد 1910) لاعب كرة قدم روماني.
- 19 أكتوبر – دان كو (مواليد 1941) لاعب كرة قدم روماني.

### ديسمبر
- 23 ديسمبر – نويل برنارد (مواليد 1925) صحفي روماني.
- 31 ديسمبر – كونستانتين رادوليسكو (مواليد 1896) لاعب كرة قدم روماني.